# Persone di nome Mary/Attori
| Questa pagina contiene informazioni ricavate automaticamente dalle voci biografiche con l'ausilio del template Bio e di un bot. L'aggiornamento è periodico e automatico e ricostruisce completamente la pagina. Se manca una persona in questa lista, sei pregato di non aggiungerla, ma accertati piuttosto che la sua voce biografica contenga il template Bio e che i dati anagrafici siano correttamente compilati. Se il template Bio manca, inseriscilo tu stesso o, in alternativa, metti l'avviso {{tmp\|Bio}} che ne segnala la mancanza. Se i dati riportati sono sbagliati, correggi direttamente la voce biografica; le modifiche saranno visibili in questa lista entro pochi giorni. Per chiarimenti vedi il progetto biografie. La lista contiene solo le 101 persone che sono citate nell'enciclopedia e per le quali è stato implementato correttamente il template Bio. Pagina aggiornata al 18 mar 2024. |

Questa è una lista di persone presenti nell'enciclopedia che hanno il prenome Mary e sono attori.

## A(7)
- Mary Kay Adams, attrice statunitense (Middletown, n. 1962)
- Mary Alden, attrice statunitense (New York, n. 1883 - Woodland Hills, † 1946)
- Mary Anderson, attrice statunitense (New York, n. 1897 - El Cajon, † 1986)
- Mary Anderson, attrice statunitense (Birmingham, n. 1918 - Burbank, † 2014)
- Mary Arden, attrice, modella e imprenditrice statunitense (St. Louis, n. 1933 - New York, † 2014)
- Mary Asiride, attrice italiana (Kampala, n. 1969)
- Mary Astor, attrice statunitense (Quincy, n. 1906 - Los Angeles, † 1987)

## B(6)
- Mary Badham, attrice statunitense (Birmingham, n. 1952)
- Mary Birdsong, attrice statunitense (n. 1968)
- Mary Boland, attrice statunitense (Detroit, n. 1880 - New York, † 1965)
- Mary Brian, attrice statunitense (Corsicana, n. 1906 - Del Mar, † 2002)
- Martha Byrne, attrice statunitense (Ridgewood, n. 1969)
- Rose Byrne, attrice australiana (Sydney, n. 1979)

## C(9)
- Mary Grace Canfield, attrice statunitense (Rochester, n. 1924 - Santa Barbara, † 2014)
- Mary Carlisle, attrice statunitense (Boston, n. 1914 - Woodland Hills, † 2018)
- Mary Carr, attrice statunitense (Germantown, n. 1874 - Woodland Hills, † 1973)
- Peggy Cass, attrice e comica statunitense (Boston, n. 1924 - New York, † 1999)
- Mary Jo Catlett, attrice e doppiatrice statunitense (Denver, n. 1938)
- Mary Charleson, attrice irlandese (Dungannon, n. 1890 - Los Angeles, † 1961)
- Emmy Clarke, attrice statunitense (New York, n. 1991)
- Mary Corwyn, attrice polacca (Varsavia, n. 1895)
- Mary Costa, attrice e soprano statunitense (Knoxville, n. 1930)

## D(4)
- Mary Bridget Davies, attrice e cantante statunitense (Cleveland, n. 1978)
- Elinor Donahue, attrice statunitense (Tacoma, n. 1937)
- Mary Doran, attrice statunitense (New York, n. 1907 - New York, † 1995)
- Mary Duncan, attrice statunitense (Luttrellville, n. 1895 - Palm Beach, † 1993)

## E(5)
- Mary Eaton, attrice statunitense (Norfolk, n. 1901 - Hollywood, † 1948)
- Joan Lorring, attrice statunitense (Hong Kong, n. 1926 - Sleepy Hollow, † 2014)
- Mary Elizabeth Ellis, attrice statunitense (Laurel, n. 1979)
- Mary Ellis, attrice e cantante lirica statunitense (Manhattan, n. 1897 - Londra, † 2003)
- Mary Beth Evans, attrice statunitense (Pasadena, n. 1961)

## F(4)
- Elle Fanning, attrice statunitense (Conyers, n. 1998)
- Mary Forbes, attrice britannica (Hornsey, n. 1883 - Beaumont, † 1974)
- Mary Frann, attrice statunitense (Saint Louis, n. 1943 - Beverly Hills, † 1998)
- Mary Fuller, attrice e sceneggiatrice statunitense (Washington, n. 1888 - Washington, † 1973)

## G(5)
- Frances Gifford, attrice statunitense (Long Beach, n. 1920 - Pasadena, † 1994)
- Mary Pat Gleason, attrice e sceneggiatrice statunitense (Lake City, n. 1950 - Los Angeles, † 2020)
- Mary Gordon Murray, attrice e cantante statunitense (Ridgewood, n. 1953)
- Mary Gordon, attrice scozzese (Glasgow, n. 1882 - Pasadena, † 1963)
- Texas Guinan, attrice statunitense (Waco, n. 1884 - Vancouver, † 1933)

## H(7)
- Elizabeth Hartman, attrice statunitense (Youngstown, n. 1943 - Pittsburgh, † 1987)
- Marg Helgenberger, attrice statunitense (Fremont, n. 1958)
- Marilu Henner, attrice statunitense (Chicago, n. 1952)
- Mary Howard, attrice statunitense (Independence, n. 1913 - New York, † 2009)
- Mary Beth Hughes, attrice statunitense (Alton, n. 1919 - Los Angeles, † 1995)
- Mary Beth Hurt, attrice statunitense (Marshalltown, n. 1946)
- Lauren Hutton, attrice statunitense (Charleston, n. 1943)

## J(3)
- Mary Ann Jackson, attrice cinematografica statunitense (Los Angeles, n. 1923 - Los Angeles, † 2003)
- Mary Jackson, attrice statunitense (Milford, n. 1910 - Los Angeles, † 2005)
- Anissa Jones, attrice statunitense (Lafayette, n. 1958 - Oceanside, † 1976)

## K(4)
- Mary Ellen Kay, attrice, produttrice televisiva e produttrice cinematografica statunitense (Boardman, n. 1929 - † 2017)
- Mary Page Keller, attrice statunitense (Monterey Park, n. 1961)
- Mary Kid, attrice tedesca (Amburgo, n. 1904 - Amburgo, † 1988)
- Mary Kornman, attrice cinematografica statunitense (Idaho Falls, n. 1915 - Glendale, † 1973)

## L(1)
- Mary Lanier, attrice statunitense (Mobile, n. 1912 - Ojai, † 2002)

## M(15)
- Mary MacLaren, attrice statunitense (Pittsburgh, n. 1896 - Los Angeles, † 1985)
- Dorothy Malone, attrice statunitense (Chicago, n. 1924 - Dallas, † 2018)
- Mary Martin, attrice, cantante e ballerina statunitense (Weatherford, n. 1913 - Rancho Mirage, † 1990)
- Mary Martin, attrice statunitense
- Mary Stuart Masterson, attrice statunitense (New York, n. 1966)
- Mary Elizabeth Mastrantonio, attrice e cantante statunitense (Lombard, n. 1958)
- Mary Maurice, attrice statunitense (n. 1844 - † 1918)
- Mary McAllister, attrice statunitense (Los Angeles, n. 1909 - Del Mar, † 1991)
- Mary McCarty, attrice e cantante statunitense (Winfield, n. 1923 - Los Angeles, † 1980)
- Mary McCormack, attrice statunitense (Plainfield, n. 1969)
- Mary McDonnell, attrice statunitense (Wilkes-Barre, n. 1952)
- Mary Mersch, attrice statunitense (Los Angeles, n. 1887 - Los Angeles, † 1956)
- Mary Millar, attrice e cantante inglese (Doncaster, n. 1936 - Londra, † 1998)
- Mary Mouser, attrice statunitense (Pine Bluff, n. 1996)
- Mary Murphy, attrice statunitense (Washington, n. 1931 - Los Angeles, † 2011)

## N(2)
- Mary Nash, attrice statunitense (Troy, n. 1884 - Brentwood, † 1976)
- Mary Nolan, attrice e ballerina statunitense (Louisville, n. 1902 - Hollywood, † 1948)

## O(1)
- Mary Oyaya, attrice keniota (Mombasa)

## P(3)
- Mary Beth Peil, attrice e soprano statunitense (Davenport, n. 1940)
- Mary Philbin, attrice statunitense (Chicago, n. 1902 - Huntington Beach, † 1993)
- Mary Kay Place, attrice statunitense (Tulsa, n. 1947)

## Q(1)
- Mary Queeny, attrice e regista egiziana (Tannourine, n. 1913 - Il Cairo, † 2003)

## R(2)
- Mary Lynn Rajskub, attrice statunitense (Detroit, n. 1971)
- Polly Rowles, attrice statunitense (Filadelfia, n. 1914 - Concord, † 2001)

## S(6)
- Mary Scheer, attrice statunitense (Detroit, n. 1963)
- Mary Sellers, attrice e regista statunitense (Nairobi, n. 1962)
- Dorothy Lamour, attrice e cantante statunitense (New Orleans, n. 1914 - Los Angeles, † 1996)
- Mary Alice, attrice statunitense (Indianola, n. 1936 - New York, † 2022)
- Mary Steenburgen, attrice statunitense (Newport, n. 1953)
- Mary Stockley, attrice e cantante canadese

## T(7)
- Mary Tamm, attrice britannica (Bradford, n. 1950 - Londra, † 2012)
- Mary Cleo Tarlarini, attrice e produttrice cinematografica italiana (Milano, n. 1878 - Tivoli, † 1954)
- Mary Testa, attrice e cantante statunitense (Filadelfia, n. 1955)
- Marjorie Main, attrice statunitense (Acton, n. 1890 - Los Angeles, † 1975)
- Mary Ellen Trainor, attrice statunitense (San Francisco, n. 1952 - Montecito, † 2015)
- Kathleen Turner, attrice statunitense (Springfield, n. 1954)
- Mary Tyler Moore, attrice statunitense (Brooklyn, n. 1936 - Greenwich, † 2017)

## W(9)
- Mary Jo Deschanel, attrice statunitense (Los Angeles, n. 1945)
- Mary Louise Weller, attrice statunitense (New York, n. 1946)
- Mae West, attrice statunitense (New York, n. 1893 - Los Angeles, † 1980)
- Mary Wickes, attrice statunitense (Saint Louis, n. 1910 - Los Angeles, † 1995)
- Mary Louise Wilson, attrice, cantante e commediografa statunitense (New Haven, n. 1931)
- Mary Wimbush, attrice inglese (Kenton, n. 1924 - Birmingham, † 2005)
- Mary Elizabeth Winstead, attrice statunitense (Rocky Mount, n. 1984)
- Mary Wiseman, attrice statunitense (n. 1985)
- Mary Woronov, attrice, scrittrice e artista statunitense (New York, n. 1943)